# Djabir Naamoune
Djabir Naamoune (en arabe : جابر نعمون) est un footballeur algérien né le 5 avril 1987 à Merouana dans la région des Aurès. Il évoluait au poste d'allier droit.

## Biographie
Il évolue en première division algérienne avec les clubs du CS Constantine, du CR Belouizdad, de l'AS Khroub, du MC El Eulma, de l'USM Annaba et enfin du CA Batna. Il dispute 101 matchs en inscrivant dix buts en Ligue 1.

## Palmarès
DRB Tadjenanet
- Championnat d'Algérie D2 :
  - Vice-champion : 2014-15.